# Suzy (pel·lícula)
|  | Per a altres significats, vegeu «Suzy». |

Suzy és una pel·lícula dramàtica de 1936 dirigida per George Fitzmaurice i protagonitzada per Jean Harlow, Franchot Tone, i Cary Grant. La pel·lícula va ser parcialment escrita per Dorothy Parker i dirigida per George Fitzmaurice, basada en una novel·la de Herman Gorman. La cançó nominada a l'oscar, "Did I Remember?", va ser cantada per Virgínia Verrill (no surt als crèdits).

## Argument
Una noia nord-americana, Suzy, es troba a Londres el 1914. Està enamorada de l'irlandès Terry, un inventor que treballa per a una empresa d'enginyeria propietat d'un alemany. Després de casar-se, Terry és assassinat i Suzy fuig a París, on coneix l'aviador André quan la guerra està a punt de començar.

## Repartiment
- Jean Harlow: Suzy
- Franchot Tone: Terry
- Cary Grant: André
- Lewis Stone: Baró
- Benita Hume: Madame Eyrelle
- Reginald Mason: Capità Barsanges
- Inez Courtney: Maisie
- Greta Meyer: Sra. Schmidt
- David Clyde: 'Knobby'
- Christian Rub: 'Pop' Gaspard
- George Spelvin: Gaston
- Una O'Connor: La propietària
- Theodore von Eltz: El productor de revista
- Dennis Morgan: L'oficial
- Ferdinand Gottschalk (no surt als crèdits): El propietari del cafè 'Anges'

## Producció
Dorothy Parker va ser una des les destacades guionistes, i el diàleg de la primera escena és atribuït a ella. La cançó del cabaret de Harlow, "Did I Remember (To Tell You I Adored You)" de Walter Donaldson i Harold Adamson va ser batejada per la vocalista Virginia Verrill que també l'havia batejat a Reckless (1935). Grant, qui va reemplaçar Clark Gable com el tercer protagonista, també va cantar uns quants compassos de la cançó. Altres cançons, "When You Wore a Tulip and I Wore a Big Red Rose" i "Under the Bamboo Tree", no surten als crèdits però són cantades per Verrill.
Per tal de filmar les seqüències aèries, l'equip va ser arrendat a Howard Hughes i una escena va ser directament treta de Hell's Àngels (1930), que va ser la pel·lícula amb que Harlow es va obrir camí. El número de l'avió es veia clarament, incloent el caça de la Royal Aircraft Factory S.E.5, l'alemany Fokker D.VII i els caces Thomas-Morse S-4 així com un rar Sikorsky S-29-A

## Premis i nominacions

### Nominacions
- 1937. Oscar a la millor cançó original per Walter Donaldson (música) i Harold Adamson (lletra) per la cançó "Did I Remember"